# Осташув
Осташув (пол. Ostaszów, нім. Hierlshagen) — село в Польщі, у гміні Пшемкув Польковицького повіту Нижньосілезького воєводства.
Населення — 278 осіб (2011).
У 1975-1998 роках село належало до Легницького воєводства.

## Демографія
Демографічна структура станом на 31 березня 2011 року:
|          | Загалом | Допрацездатний вік | Працездатний вік | Постпрацездатний вік |
| -------- | ------- | ------------------ | ---------------- | -------------------- |
| Чоловіки | 151     | 36                 | 105              | 10                   |
| Жінки    | 127     | 28                 | 71               | 28                   |
| Разом    | 278     | 64                 | 176              | 38                   |